# Néstor Senra
Néstor Senra Pérez (ur. 4 stycznia 2002) – piłkarz z Gwinei Równikowej grający na pozycji prawego obrońcy. Od 2023 jest zawodnikiem klubu Real Avilés.

## Kariera klubowa
Swoją karierę piłkarską Senra rozpoczął w klubie Sevilla FC. W latach 2020–2023 grał w trzecim zespole Sewilli. W 2023 roku przeszedł do Realu Avilés.

## Kariera reprezentacyjna
W reprezentacji Gwinei Równikowej Senra zadebiutował 3 września 2021 roku w przegranym 0:3 meczu eliminacji do MŚ 2022 z Tunezją, rozegranym w Radisie. W 2024 roku został powołany do kadry na Puchar Narodów Afryki 2023. W tym turnieju nie zagrał w żadnym spotkaniu.